# Blind Spot Information System

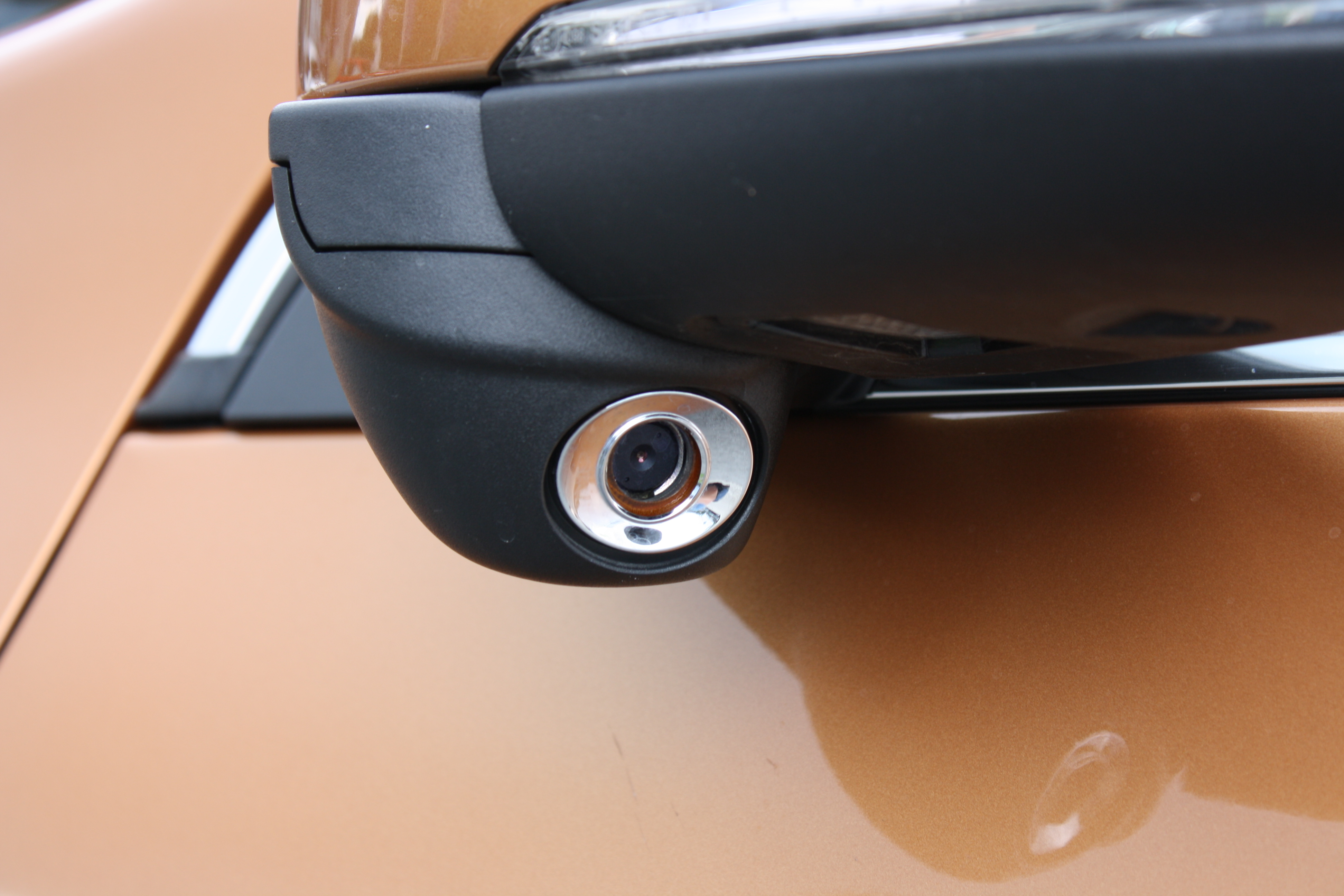
Digitale camera van het BLIS-systeem.

BLIS (Blind Spot Information System) is een veiligheidssysteem dat ontwikkeld is door Volvo. BLIS geeft de autobestuurder een visueel signaal wanneer er zich een ander voertuig in zijn dode hoek bevindt. Het systeem werkt met twee digitale camera's die verwerkt zijn in de buitenspiegels. Wanneer een van de camera's een voertuig in de dode hoek waarneemt gaat er in de deurpost aan de zijde waar het ander voertuig zich bevindt een lampje branden. De bestuurder ziet dit lampje wanneer hij in de zijspiegel kijkt en weet zo dat er zich een voertuig naast hem bevindt, ondanks dat hij die niet kan zien in de zijspiegel.
Volvo introduceerde het systeem in de 2007 modellen xc70,v70
Side Impact Protection System (1991) · 
Collision Warning Brake Support (2006) · 
Collision Warning met Full Auto Brake (2007) · 
City Safety (2008) · 
Blind Spot Information System (2009) · 
Collision Warning met Full Auto Brake en Pedestrian Detection (2010)